# Ielena Tkatchiova
Pour les articles homonymes, voir Tkatchiova.
Ielena Vassilievna Tkatchiova (en russe : Елена Васильевна Ткачёва) est une joueuse de volley-ball russe née le 29 juin 1989 à Belgorod. Elle mesure 1,82 m et joue au poste de réceptionneuse-attaquante. 

## Clubs
| Club            | De        | À         |
| --------------- | --------- | --------- |
| Leningradka-2   | 2004-2005 | 2006-2007 |
| Leningradka     | 2007-2008 | 2016-2017 |
| PSK Sakhaline   | 2018-2019 | 2019-2020 |
| VK Dinamo-Metar | 2020-2021 | …         |